# Murilo Becker
Murilo Becker da Rosa (Farroupilha, 14 de julho de 1983) é um ex-jogador profissional de basquetebol brasileiro. Com 2,08 m, atuava na posição de ala-pivô.
Iniciou a carreira esportiva como goleiro, em Porto Alegre. Após dois anos conciliando basquete e futebol-goleiro (por influência do irmão), decidiu-se pelo basquete.

## Estatísticas
|  | Líder da liga |

### Temporada regular do NBB
| Ano      | Equipe   | PJ  | MPJ  | FG%  | 3P%  | LL%  | RT   | AS  | BR  | TO  | PPJ  |
| -------- | -------- | --- | ---- | ---- | ---- | ---- | ---- | --- | --- | --- | ---- |
| 2008–09  | Minas    | 28  | 30.5 | .627 | .276 | .651 | 8.9  | .7  | 1.0 | 1.4 | 20.3 |
| 2009–10  | Minas    | 26  | 31.1 | .540 | .303 | .761 | 9.4  | 1.4 | 1.3 | 1.3 | 18.7 |
| 2010–11  | São José | 16  | 26.4 | .619 | .467 | .790 | 7.3  | 1.5 | .9  | .7  | 19.6 |
| 2011–12  | São José | 27  | 31.8 | .540 | .420 | .803 | 10.2 | 1.5 | 1.5 | 1.2 | 20.1 |
| 2012–13  | São José | 15  | 26.4 | .573 | .261 | .719 | 6.7  | 1.2 | .8  | .8  | 16.1 |
| 2013–14  | Bauru    | 27  | 31.7 | .505 | .419 | .856 | 6.9  | 1.0 | .9  | .7  | 15.9 |
| 2014–15  | Bauru    | 25  | 20.3 | .581 | .345 | .727 | 4.8  | .8  | .3  | .5  | 10.6 |
| 2015–16  | Bauru    | 12  | 20.1 | .487 | .286 | .645 | 4.3  | .8  | .7  | .5  | 8.2  |
| Carreira | Carreira | 176 | 28.1 | .563 | .365 | .754 | 7.6  | 1.1 | .9  | .9  | 16.8 |
| All-Star | All-Star | 5   | –    | –    | –    | –    | –    | –   | –   | –   | –    |

### Playoffs do NBB
| Ano      | Equipe   | PJ | MPJ  | FG%  | 3P%  | LL%  | RT   | AS  | BR  | TO  | PPJ  |
| -------- | -------- | -- | ---- | ---- | ---- | ---- | ---- | --- | --- | --- | ---- |
| 2009     | Minas    | 7  | 36.0 | .619 | .444 | .755 | 9.0  | .9  | 1.1 | 1.0 | 21.1 |
| 2010     | Minas    | 8  | 28.8 | .494 | .316 | .804 | 8.0  | 1.5 | .6  | .5  | 15.9 |
| 2011     | São José | 8  | 28.5 | .510 | .333 | .825 | 8.1  | 1.1 | .7  | 1.3 | 19.4 |
| 2012     | São José | 9  | 32.9 | .578 | .409 | .786 | 9.1  | 1.2 | .7  | 1.2 | 22.3 |
| 2013     | São José | 14 | 32.1 | .552 | .105 | .790 | 8.3  | 1.1 | .9  | .9  | 18.3 |
| 2014     | Bauru    | 7  | 29.5 | .463 | .182 | .795 | 11.1 | .9  | 1.3 | .3  | 14.1 |
| 2015     | Bauru    | 12 | 23.4 | .443 | .154 | .739 | 5.0  | .2  | .4  | .3  | 8.2  |
| 2016     | Bauru    | 11 | 12.7 | .556 | .500 | .739 | 3.5  | .4  | .4  | .2  | 6.5  |
| Carreira | Carreira | 76 | 27.3 | .534 | .295 | .784 | 7.4  | .9  | .9  | .7  | 15.2 |

## Honrarias

### NBB
- Most Valuable Player (2012)
- 4× Seleção do NBB (2009–2012)
- 5× Jogo das Estrelas (2009–2012, 2014)
- MVP do Jogo das Estrelas (2012)
- Líder em pontos (2012)
- Líder em rebotes (2012)

### Campeonato Paulista
- Most Valuable Player (2011)[3]
- 5× Seleção de Ouro (2003, 2005–2006, 2011, 2013)[4][5][6][3][7]

### Campeonato Sul-Americano
- Most Valuable Player (2010)[8]

## Títulos

#### Bauru
- Liga das Américas: 2015
- Liga Sul-Americana: 2014
- Campeonato Brasileiro: 2002[9]
- Campeonato Paulista: 2013 e 2014
- Jogos Abertos do Interior: 2014

#### COC/Ribeirão Preto
- Campeonato Paulista: 2004 [2]

#### Franca
- Campeonato Paulista: 2006

#### Maccabi Tel Aviv
- Euroliga: Vice-campeão 2008
- Campeonato Israelense: 2008

#### São José
- Campeonato Brasileiro: Vice-campeão 2011–12
- Campeonato Paulista: 2012
- Jogos Regionais: 2011
- Jogos Abertos do Interior: 2011

#### Seleção Brasileira
- Jogos Pan-Americanos: 2003, 2007
- Copa América Pré-Mundial: 2005 [2]
- Sul-Americano: 2006[9] e 2010
- Sul-Americano Cadete: Vice-campeão 1999 [9]